# Antoine-Jean Gros
Antoine-Jean Gros, född 16 mars 1771 i Paris, död 25 juni 1835 i Sèvres, var en fransk målare.
Från 1793 vistades Gros i Italien, där han i Milano kom i kontakt med Napoleon och målade honom i spetsen för grenadjärerna slaget vid Arcole, det första hjälteporträttet av Napoleon. Han fick därefter uppdraget av för statens räkning välja ut konstverk i Italien för Louvren. 1801 återvände han till Paris och ägnade sig åt den samtida historiebilden och målade uteslutande motiv från Napoleons fälttåg såsom Napoleon besöker de pestsmittade i Jaffa (1804, Louvren) och Slaget vid Aboukir (1806) och Napoleon på slagfältet vid Eylau (1808). I dessa målningar bröt han med Davidskolans kompositionsschema och visade en ny, realistisk uppfattning och en kraftig färggivning. Han kom härigenom att få stor betydelse för den kommande konstutvecklingen. På höjden av sitt konstnärliga skapande står han i målningar som Frans I och Karl V i Saint Denis (1812, Louvren) och Hertiginnans av Angoulême flykt (1819, Bordeaux) samt i en rad utmärkta porträtt, bland annat av Joachim Murat. I Panthéons kupol målade han fresker. Hans konst visade mot slutet av hans liv en avmattning i kreativitet och utsattes för kritik av yngre konstnärer. I sorg däröver dränkte Gros sig i Seine.